# Journal of Homosexuality
Journal of Homosexuality – recenzowane czasopismo naukowe publikujące artykuły dotyczące homoseksualności z różnych dyscyplin nauki i o rozmaitych podejściach teoretycznych.
Czasopismo wydawane jest od 1976 roku. Założycielem i pierwszym redaktorem naczelnym był Charles Silverstein. Poza pierwszym tomem następne około 50 tomów redagował John De Cecco. Obecnie redaktorem naczelnym jest John P. Elia (z Uniwersytetu Stanowego w San Francisco). Początkowo wydawcą czasopisma było Haworth Press, obecnie jest wydawane przez wydawnictwo  Routledge, część grupy Taylor & Francis.
Streszczenia artykułów oraz indeksowanie czasopisma można znaleźć w następujących bazach: the Social Sciences Citation Index, MEDLINE, Current Contents, PsycINFO, Sociological Abstracts, Social Work Abstracts, Abstracts in Anthropology, Criminal Justice Abstracts, Studies on Women & Gender Abstracts, AgeLine, and Education Research Abstracts. 
Według the Journal Citation Reports, w 2013 czasopismo miało wskaźnik cytowań wynoszący 0,836, co daje mu 71. pozycję wpośród 127 czasopism w kategorii „psychologia multidyscyplinarna” i 36. pozycję wpośród 92 czasopism w kategorii „interdyscyplinarne nauki społeczne”.